# Felix Endrich
Felix Endrich (n. 5 decembrie 1921, Basel, Cantonul Basel-Oraș, Elveția – d. 31 ianuarie 1953, Garmisch-Partenkirchen, RFG) a fost un bober ce a reprezentat Elveția, medaliat olimpic. A participat la 2 ediții ale Jocurilor Olimpice (1948, 1952) în care a câștigat o medalie de aur.